# Romanticismo en Escocia
El Romanticismo en Escocia fue un movimiento artístico, literario e intelectual que se desarrolló entre finales del siglo XVIII y principios del siglo XIX. Era parte del gran movimiento romántico europeo, que particularmente reaccionaba contra la era de la ilustración, enfatizando en respuestas individual, nacional y emocionales, moviéndose hacia el Renacimiento y los modelos clasicistas, particularmente de la Edad Media.
En el arte, el Romanticismo se manifestaba en la literatura y en el drama con la adopción del mítico bardo Ossian, la exploración de poesía nacional en el trabajo de Rober Burns y en las novelas históricas de Walter Scott. Scott también tuvo un gran impacto en el descubrimiento de la dramaturgia nacional escocesa. El arte fue en gran parte por el Ossian y una nueva vista de tierras altas como locación para un panorama salvaje y dramático. Scott tuvo un gran impacto en la arquitectura debido a su reconstruida casa de Abootsford a inicios del siglo XIX, lo que desencadenó el auge en el renacimiento escocés señorial. En la música, Burns fue parte de un intento de producir el canon de la canción de Escocia, lo cual dio como resultado al cruce sonoro de la música clásica continental y la de Escocia, con la música romántica volviéndose dominante en Escocia a inicios del siglo XXI.
En el rubro intelectual, Scott y figuras como Thomas carlyle jugaron parte de un desarrollo de historiografía y la idea de una imaginación histórica. El Romanticismo también tuvo impacto en la ciencia, particularmente en las ciencias de la vida, geología, y astronomía, dando a Escocia una prominencia en estas áreas que continuaron a finales del siglo XIX. La filosofía escocesa fue denominada por el Realismo de sentido común escocés, quien compartió características con el romanticismo y fue la mayor influencia del trascendentalismo. Scott también jugó parte en defensa de Escocia y las políticas Británicas, ayudando a crear una vista romántica de Escocia y tierras altas que cambiaron la identidad nacional escocesa.
El Romanticismo empezó a subsidiarse como un movimiento en 1830, pero continuó hasta tener un impacto significante en áreas como la música hasta finales del siglo XX. También tuvo un impacto importante en la naturaleza de la identidad escocesa y las percepciones externas de Escocia.

## Definiciones
El Romanticismo en Escocia fue un movimiento artístico, literario e intelectual originado en la segunda mitad del siglo XIX en Europa del Oeste, y ganó fuerza durante y después de la revolución industrial y la revolución francesa. Fue en parte una rebelión contra las normas políticas del Siglo de las Luces, que racionalizaba la naturaleza, y se materializaba con mayor fuerza en las artes visuales, la música y la literatura, pero tuvo un gran impacto en historiografía, filosofía y la ciencias naturales.
El Romanticismo se ha visto como "el renacimiento de la vida y el pensamiento de la Edad Media", que va más allá de los modelos racionales y clasicistas para elevar el medievalismo y elementos del arte y la narrativa percibidos para ser auténticamente medieval, en un intento de escapar de los confines de crecimiento de la población, la expansión urbana y el industrialismo, abrazando lo exótico, desconocido y lejano. También se asocia con las revoluciones políticas, empezando por la revolución Americana y la revolución francesa y los movimientos por la independencia, especialmente en Historia de Polonia de (1795- 1918), la Guerra de la Independencia española y la Guerra de Independencia griega. A menudo se piensa incorporar una afirmación emocional de uno mismo y de la experiencia individual, junto con un sentido de lo infinito, y sublime. En el arte no había un énfasis en la imaginación, el paisaje y una correspondencia espiritual con la naturaleza. Ha sido descrito por Margaret Drabble como "una revuelta sin fin contra la forma clásica, la moral conservadora, gobierno autoritario, la falta de sinceridad personal, y la moderación humana".

## Literatura y teatro

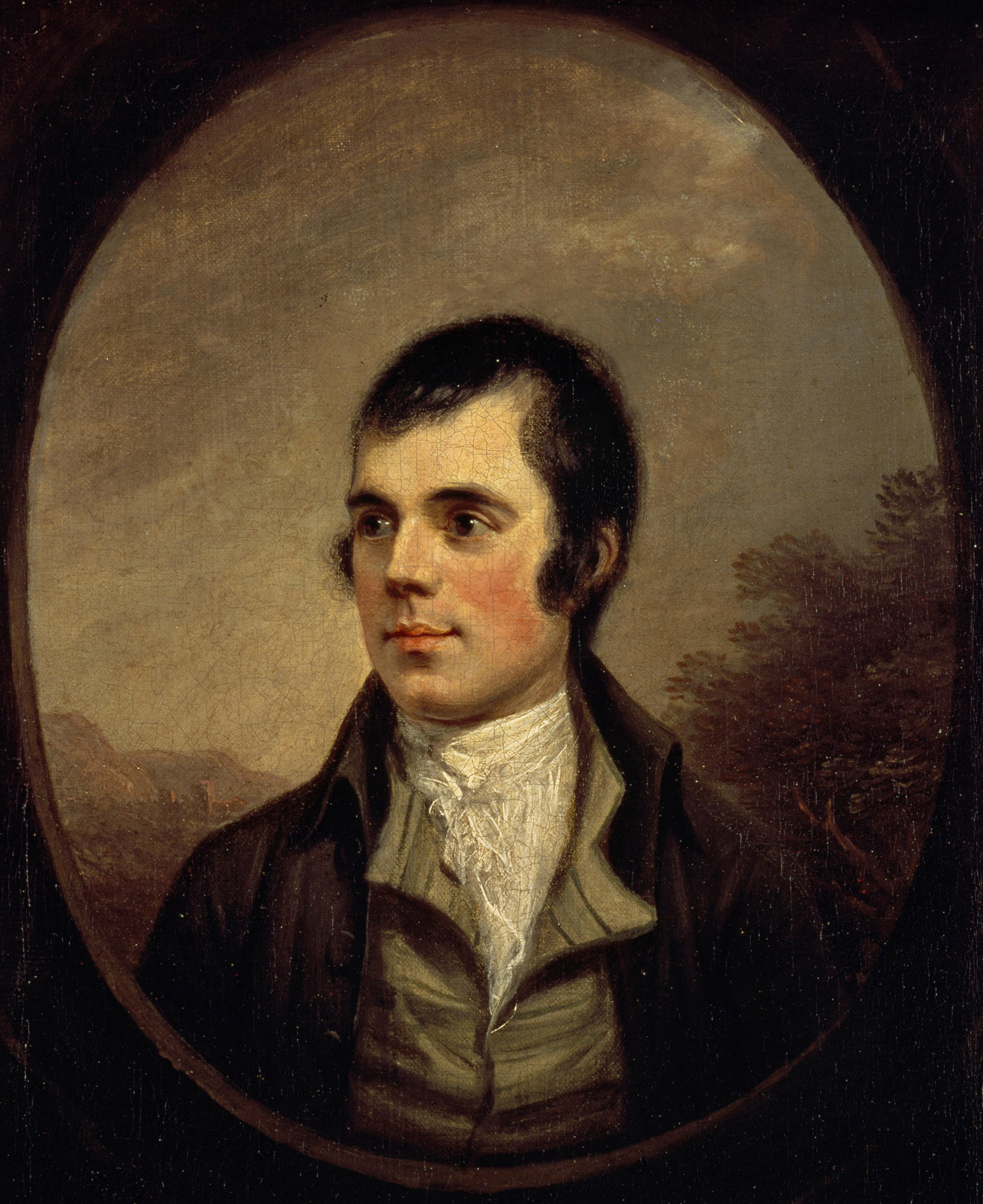
Robert Burns en un retrato de Alexander Nasmyth de 1787.

Después de la Acta de Unión (1707), Escocia adoptó cada vez más el idioma inglés y normas culturales más amplias, su literatura desarrolló una identidad nacional distinta y comenzó a disfrutar de una reputación internacional. Allan Ramsay sentó las bases de un interés por la literatura escocesa, así como la tendencia principal de la poesía pastoral, ayudando a desarrollar la estrofa de Burns como forma poética. James Macpherson (1736-1796) fue el primer poeta escocés en ganar una reputación internacional. Afirmando haber encontrado la poesía escrita por el antiguo bardo Ossian, publicó traducciones que adquirieron popularidad internacional, siendo proclamado como un equivalente celta de la clásica epopeya. "Fingal", escrita en 1762, se tradujo rápidamente en muchos idiomas europeos, y su apreciación de la belleza y el tratamiento de la antigua leyenda naturales se ha acreditado más que cualquier trabajo individual que provoca el movimiento romántico en Europa, y especialmente en la literatura alemana, a través de su influencia en Johann Gottfried von Herder y Johann Wolfgang von Goethe. También fue popular en Francia por figuras que incluyen a Napoleón. Con el tiempo se hizo evidente que los poemas no eran traducciones directas del gaélico, sino adaptaciones "adornadas" para adaptarse a las expectativas estéticas de su público.
Robert Burns (1759-1796) y Walter Scott (1771-1832), estuvieron fuertemente influenciados por el ciclo de Ossian. Burns, poeta y letrista Ayrshire, es ampliamente considerado como el poeta nacional de Escocia y una gran influencia en el movimiento romántico. Su poema (y canción) "Auld Lang Syne" a menudo se canta en Hogmanay (el último día del año), y "Scots Wha Hae" sirvieron durante mucho tiempo como un no oficial himno nacional del país. Scott comenzó como poeta y también recogió y publicó baladas escocesas. Su primera obra en prosa, Waverley  en 1814,  es menudo llamada la primera novela histórica. Esto impulsó a una carrera exitosa, junto con otras novelas históricas como "Rob Roy"(1817), "The Heart of Midlothian (1818) y Ivanhoe"(1820). Scott probablemente hizo más que cualquier otra figura para definir y popularizar la identidad cultural de Escocia en el siglo XIX. Otras figuras literarias más importantes relacionadas con el Romanticismo son los poetas y novelistas James Hogg (1770-1835), Allan Cunningham (1784-1842) y John Galt (1779-1839)
 Una de las figuras más importantes del movimiento romántico, Lord Byron, fue criado en Escocia, hasta que adquirió su título de inglés.
Escocia fue también la ubicación de dos de las revistas literarias más importantes de la época, la revista de Edimburgo (fundada en 1802) y la revista de Blackwood (fundada en 1817), que tuvo un gran impacto en el desarrollo de la literatura británica y el drama en la época del Romanticismo. Ian Duncan y Alex Benchimol sugieren que publicaciones como las novelas de Scott en estas revistas eran parte de un gran dinamismo escocés romántico que a principios del siglo XIX, provocó que Edimburgo emergiera como la capital cultural de Gran Bretaña.

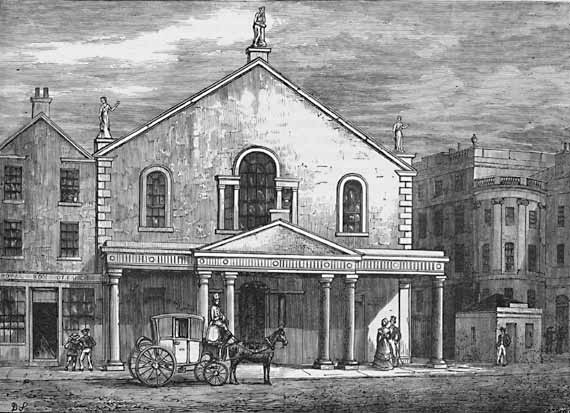
El Theatre Royal, de Edimburgo, como era en 1769-1830.

El teatro nacional escocés surgió a principios de 1800, con obras de teatro con temas específicamente escoceses que comenzaron a dominar el escenario de Escocia. Los teatros habían sido desalentados por la Iglesia de Escocia y los temores de asambleas jacobitas. A finales del siglo XVIII, muchas obras fueron escritas y realizadas por pequeñas empresas de aficionados que no se publicaron, ocasionando con el tiempo perder la mayoría. Hacia final del siglo había "dramas de armario", diseñados principalmente para ser leídos en lugar de realizarse, incluyendo el trabajo de Scott, Hogg, Galt y Joanna Baillie (1762-1851), a menudo influenciados por la tradición de balada y la literatura gótica romántica.
El drama nacional escocés que surgió a principios del siglo XIX fue en gran parte de naturaleza histórica y en torno a un núcleo de adaptaciones de las novelas de Waverley de Scott. El repertorio existente de obras de teatro de temática escocesa incluyendo obras de Shakespeare como Macbeth (. c 1605), Friedrich Schiller, María Estuardo (1800), John Home, Douglas (1756) y de Ramsay como The Gentle Shepherd (1725), con los dos últimos siendo las obras más populares entre los grupos de aficionados. Ballets con temas escoceses incluyen Jockey y Jenny y El amor en los Highlands. Scott estaba muy interesado en el teatro, convirtiéndose en un patrocinador del Theatre Royal de Edimburgo. El tema de Baillie Highland, "leyenda de familia" fue producido por primera vez en Edimburgo en 1810 con la ayuda de Scott, como parte de un intento deliberado para estimular el teatro nacional escocés. Scott también escribió cinco obras, de las cuales "Hallidon Hill" (1822) y "Cruz de MacDuff" (1822) eran historias escoceses patrióticas. Las adaptaciones de las novelas de Waverley fueron realizadas primero en teatros de menor importancia, en lugar de los grandes como el teatro de Patent, incluyendo a  "la dama del lago" (1817), The Heart of Midlothian (1819) (que se describe específicamente como una "obra romántica" por su primera actuación), y "Rob Roy", que se sometió a más de 1.000 actuaciones en Escocia en ese período. También adecuado para el escenario fueron "Chico Mannering", "La novia de Lammermoor" y "El abad".

## Arte

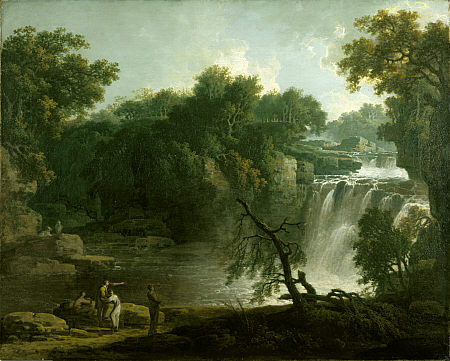
La obra de Jacob More The Falls of Clyde: Corra Linn, c. 1771.

El ciclo de Ossian se volvió un tema común para los artistas escoceses, y trabajos basados en su tema fueron creados por figuras como Alexander Runciman (1736–85) y David Allan (1744–96).
Este período observó un cambio en las actitudes hacia las tierras altas y los paisajes de montaña en general, de verlos como regiones hostiles, vacíos, ocupados por pueblos atrasados y marginales, a interpretarlos como ejemplares estéticamente agradables de la naturaleza, que ahora estaban representados de una manera dramática. Antes de su partida a Italia, Jacob More (1740-1793) produjo una serie de cuatro pinturas titulada "Cascadas de Clyde" (1771-1773), descrita por el historiador de arte Duncan Macmillan como "una especie de monumento nacional natural" y se ha visto como una obra en el desarrollo de una sensibilidad romántica al paisaje escocés. Runciman fue probablemente el primer artista en pintar paisajes escoceses en un estilo más romántico que emergió al final del siglo XVIII.

El impacto del Romanticismo puede ser visto en trabajos de artistas de finales del siglo XVIII y comienzos del XIX; artistas como Henry Raeburn (1756–1823), Alexander Nasmyth (1758–1840) y John Knox (1778–1845). Raeburn nació en Edinburgh y regresó allí después de un viaje a Italia en 1786. Es reconocido por sus retratos íntimos de las principales figuras escocesas, yendo más allá de la aristocracia a abogados, médicos, profesores, escritores y ministros, agregando elementos de Romanticismo a la tradición de Reynolds. Se volvió caballero en 1822 y el pintor del Rey en 1823. Nasmyth visitó Italia y trabajó en Londres, pero regresó a su ciudad nativa en Edinburgh debido a su carrera. Produjo trabajos en una gama de estilos, incluyendo un retrato del poeta romántico Robert Burns. El trabajo de Knox continuó con el tema del paisaje, que conectó directamente con las obras románticas de Scott, y también fue uno de los primeros artistas en representar el paisaje urbano de Glasgow.

## Arquitectura
El renacimiento gótico en la arquitectura se ha visto como una expresión de Romanticismo, y de acuerdo con Alvin Jackson, el estilo señorial escocés fue "una lectura caledoniano del gótico". Algunas de las primeras evidencias del renacimiento en la arquitectura gótica son en Escocia. El castillo Inveraray, construido a partir de 1746 con la entrada de diseño de William Adam, incorpora torretas en una arquitectura de Palladio convencional. Las casas de su hijo, Robert Adam, en este estilo incluyen Mellerstain y el castillo Wedderburn en Berwickshire y la cada setón en el Este de Lothian. La tendencia se ve más claramente en el castillo Culzean, Ayrshire, remodelado por Robert de 1777.

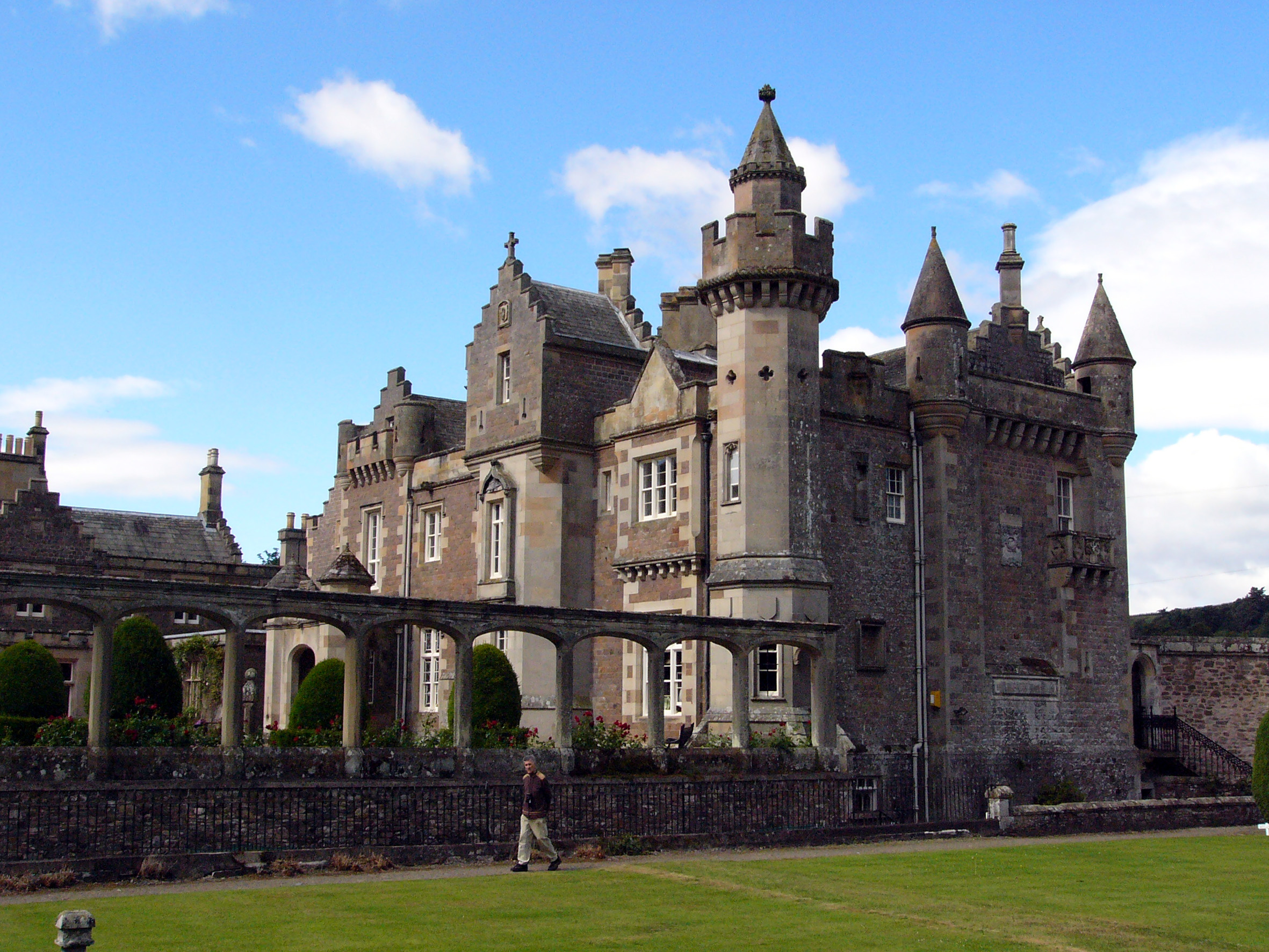
La casa de Abbotsford, reconstruida por Walter Scott, ayudó al lanzamiento del señorial escocés.

Para la re-adopción del escocés señorial de principios del siglo XIX, fue importante la casa Abbotsford, residencia de Scott. Reconstruida por él desde 1816, se convirtió en un modelo para el renacimiento del estilo. Características comunes tomadas de casas en los siglos XVI y XVII incluyen almenas, pórticos, torretas y matacanes. El estilo fue popular a través de Escocia y se aplicó a muchas viviendas por arquitectos tales como William Burn (1789-1870), David Bryce (1803-1876), Edward Blore (1787-1879), Edward Calvert. ( C 1847-1914) y Robert Lorimer Stodart (1864-1929). Ejemplos en contextos urbanos incluyen la construcción de la calle Cockburn Street. En Edimburgo (desde la década de 1850), así como el monumento nacional Wallace en Stirling (1859-1869).  La reconstrucción del castillo de Balmoral como un palacio señorial, y su adopción como un retiro real por la reina Victoria 1855-58, confirmó la popularidad del estilo.
En la arquitectura eclesiástica, se adoptó un estilo similar al desarrollado en Inglaterra. Las figuras importantes en este movimiento incluyen Frederick Thomas Pilkington (1832-1898), que desarrolló un nuevo estilo de construcción de iglesias que concordaba con la arquitectura del Alto Gótico, que se adaptó para las necesidades de la Iglesia libre de Escocia. Los ejemplos incluyen a la Iglesia Barclay Viewforth, en Edimburgo (1862-1864). Robert Rowand Anderson (1834-1921), que se formó en la oficina de George Gilbert Scott en Londres antes de regresar a Edimburgo, trabajó principalmente en pequeñas iglesias con el estilo de "Primer punta", característico de los antiguos lectores de Scott. En 1880, su práctica era diseñar algunos de los más prestigiosos edificios públicos y privados en Escocia, como el Scottish National Portrait Gallery; la cúpula de la antigua Universidad, Facultad de Medicina y McEwan Hall, Universidad de Edimburgo; el hotel de Glaslow, la Iglesia Católica Apostólica en Edimburgo; y Mount Stuart House en la Isla de Bute.

## Música

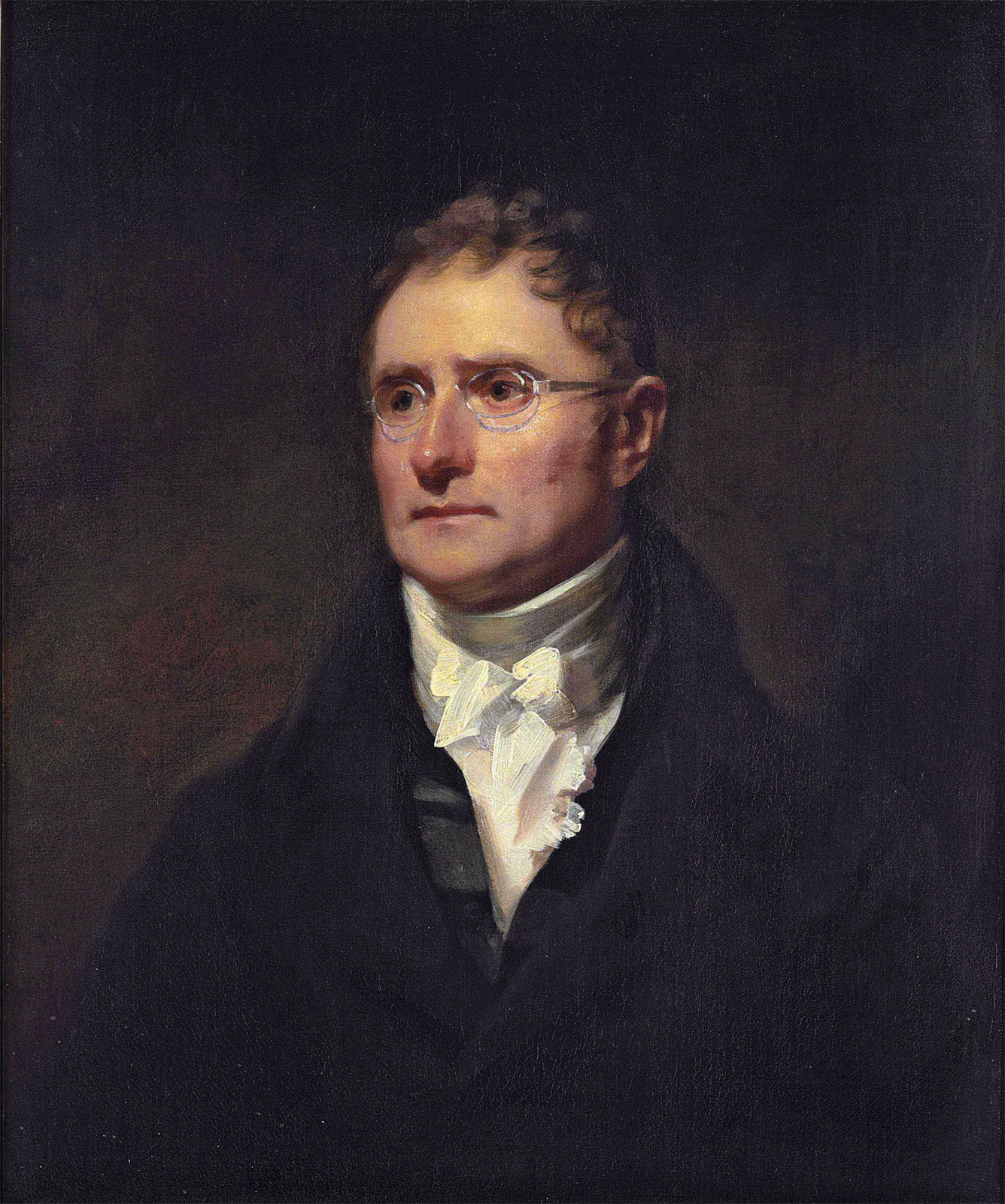
George Thomson por Henry Raeburn.

Una de las características del Romanticismo fue la creación consciente de cuerpos nacionalistas en el arte de la música. En Escocia esta forma fue dominante desde fines del siglo XVIII hasta principios del siglo XX. En la década de 1790, Robert Burns se embarcó en un intento de producir un corpus de la canción nacional de Escocia, basándose en el trabajo de los anticuarios y musicólogos como William Tytler, James Beattie y José Ritson. Burns colaboró con George Thomson. En una colección selecta de aires escoceses originales, publicada desde 1793 hasta 1818, cuando adaptó la música a un tono más clásico. Thompson se inspiró al oír canciones escocesas en Edimburgo. Él usó las canciones escocesas y les hizo arreglos musicales con los mejores compositores europeos, entre los que se incluyen Joseph Haydn y Ludwig van Beethoven (25 canciones escocesas). Burns empleó en la edición de las letras y publicó su colección de cinco volúmenes entre 1799 y 1818. Ayudó a hacer las canciones escocesas parte del canon de música clásica europeo, mientras que el trabajo de Thompson trajo elementos del Romanticismo, como armonías basadas en las de Beethoven. Involucrado también en la publicación y colección de canciones escocesas se encontraba Scott, cuyo primer esfuerzo literario fue la trova de la frontera escocesa, publicado en tres volúmenes (1802-1803). Esta colección primero llamó la atención de un público internacional, y algunas de sus letras tuvieron música gracias a Schubert, que también creó un ambiente de Ossian.

## Historiografía

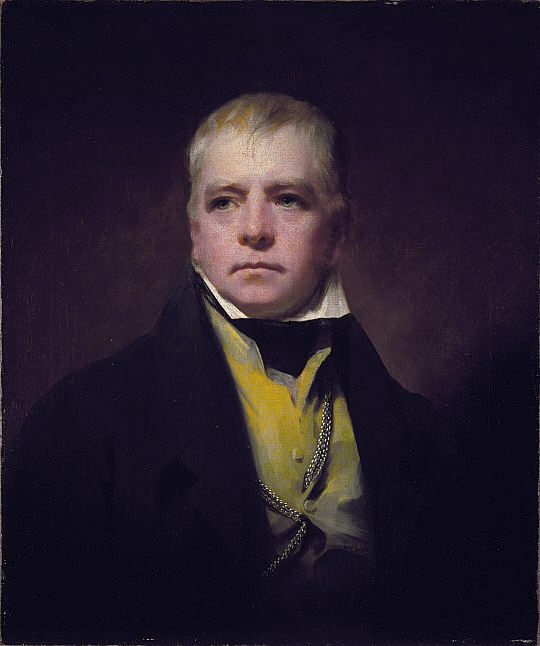
Raeburn retrato de Walter Scott en 1822.

En contraste con las historias de la ilustración, que se han visto como un intento de extraer conclusiones generales acerca de la humanidad de la historia, el filósofo alemán Johann Gottfried von Herder en sus "ideas sobre la filosofía y la historia de la humanidad" (1784), establece el concepto de Volkgeist, un espíritu nacional que impulsó el cambio histórico. Como resultado de ello, un elemento clave en el impacto del Romanticismo en la vida intelectual fue la producción de historias nacionales. La naturaleza y la existencia de una historiografía nacional de Escocia se ha debatido entre los historiadores. Aquellos autores que consideran que existiera tal historia nacional en este período indican que se puede encontrar fuera de la producción de grandes narraciones históricas, en las obras de anticuarismo y ficción.
Un elemento importante en el surgimiento de una historia nacional escocesa era un interés en las antigüedades, con figuras como John Pinkerton (1758-1826) coleccionando fuentes tales como baladas, monedas, medallas, canciones y artefactos. Historiadores de la Ilustración habían tendido a reaccionar con vergüenza a la historia de Escocia, en particular sobre feudalismo de la Edad Media y la intolerancia religiosa de la Reforma. Por el contrario muchos historiadores de principios del siglo XIX rehabilitados estas áreas como adecuados para un estudio serio. El abogado y anticuario Cosmo Innes, que produjo obras como "Escocia en la Edad Media" (1860), y "Esbozos de Historia Antigua de Escocia" (1861), ha sido comparado a la historia pionera de Georg Heinrich Pertz, uno de los primeros escritores que recopiló los principales acontecimientos históricos de la historia alemana. El noveno volumen de la historia de Escocia de Patrick Fraser Tytler narra la particularidad de su visión comprensiva de María, Reina de Escocia, que ha dado lugar a comparaciones con Leopold von Ranke, considerado el padre de la historiografía científica moderna. Tytler fue cofundador con Scott de la Sociedad Bannatyne en 1823, lo que ayudó aún más el curso de la investigación histórica en Escocia. Las biografías de Thomas M'Crie sobre John Knox y Andrew Melville, figuras criticadas en la Ilustración, ayudaron a rehabilitar sus reputaciones. El estudio de tres partes sobre "Escocia Céltica" de William Forbes Skene (1809-1892) fue la primera investigación seria de la región y ayudó a generar el renacimiento céltico escocés. Las cuestiones sobre la raza se volvieron importantes, y con Pinkerton, James Sibbald (1745-1803) y John Jamieson (1758-1839) en el trabajo de la teoría de Picto-goticismo, que postula un origen germánico de los pictos y la lengua escocesa, se volvió un importante factor.

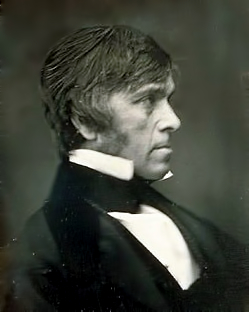
Thomas Carlyle, una gran figura en la escritura histórica romántica.

Entre las figuras intelectuales más importantes asociadas con el Romanticismo se encuentran Thomas Carlyle (1795-1881), nacido en Escocia y más tarde, un residente de Londres. Él fue en gran parte responsable de traer las obras de los románticos alemanes, como Schiller y Goethe para la atención de un público británico. Fue ensayista e historiador, inventó la frase "culto al héroe", prodigando elogios en parte acrítica en fuerte líderes como Oliver Cromwell, Federico el Grande y Napoleón. Su trabajo llamado: "La Revolución Francesa: La Historia" (1837) dramatizó la situación de la aristocracia francesa, pero hizo hincapié en la inevitabilidad de la historia como una fuerza. Junto con el historiador francés Jules Michelet, fue asociado con el uso de la "imaginación histórica". En la historiografía romántica esto llevó a una tendencia a enfatizar el sentimiento y la identificación, invitando a los lectores a simpatizar con personajes históricos e incluso de imaginar las interacciones con ellos. A diferencia de muchos historiadores románticos continentales, Carlyle se mantuvo en gran medida con un sentimiento pesimista sobre la naturaleza humana y los acontecimientos. Creía que la historia era una forma de profecía que podría revelar patrones para el futuro. A finales del siglo XIX, se convirtió en parte de la serie de victorianos de la escritura Sage y comentarista social.
Los escritores románticos reaccionaron en varias ocasiones contra la escritura de la historia del empirismo de la Ilustración, presentando la figura del "poeta-historiador" que sería mediada entre las fuentes de la historia y el lector, con una visión para crear más crónicas de hechos. Por esta razón, historiadores románticos, como Jacques Nicolas Augustin Thierry vieron a Walter Scott, que había dedicado mucho esfuerzo en descubrir nuevos documentos y fuentes para sus novelas, como una autoridad en la escritura histórica. Scott es ahora visto principalmente como novelista, pero también produjo una biografía de nueve volúmenes de Napoleón, y se ha descrito como "la gran figura de la historiografía romántica en Transatlantic y en contextos europeos", que tiene un efecto profundo en la cómo la historia, sobre todo de Escocia, era entendida y escrita. Los historiadores que reconocieron su influencia fueron François-René de Chateaubriand, Thomas Babington Macaulay y Ranke.

## Ciencia

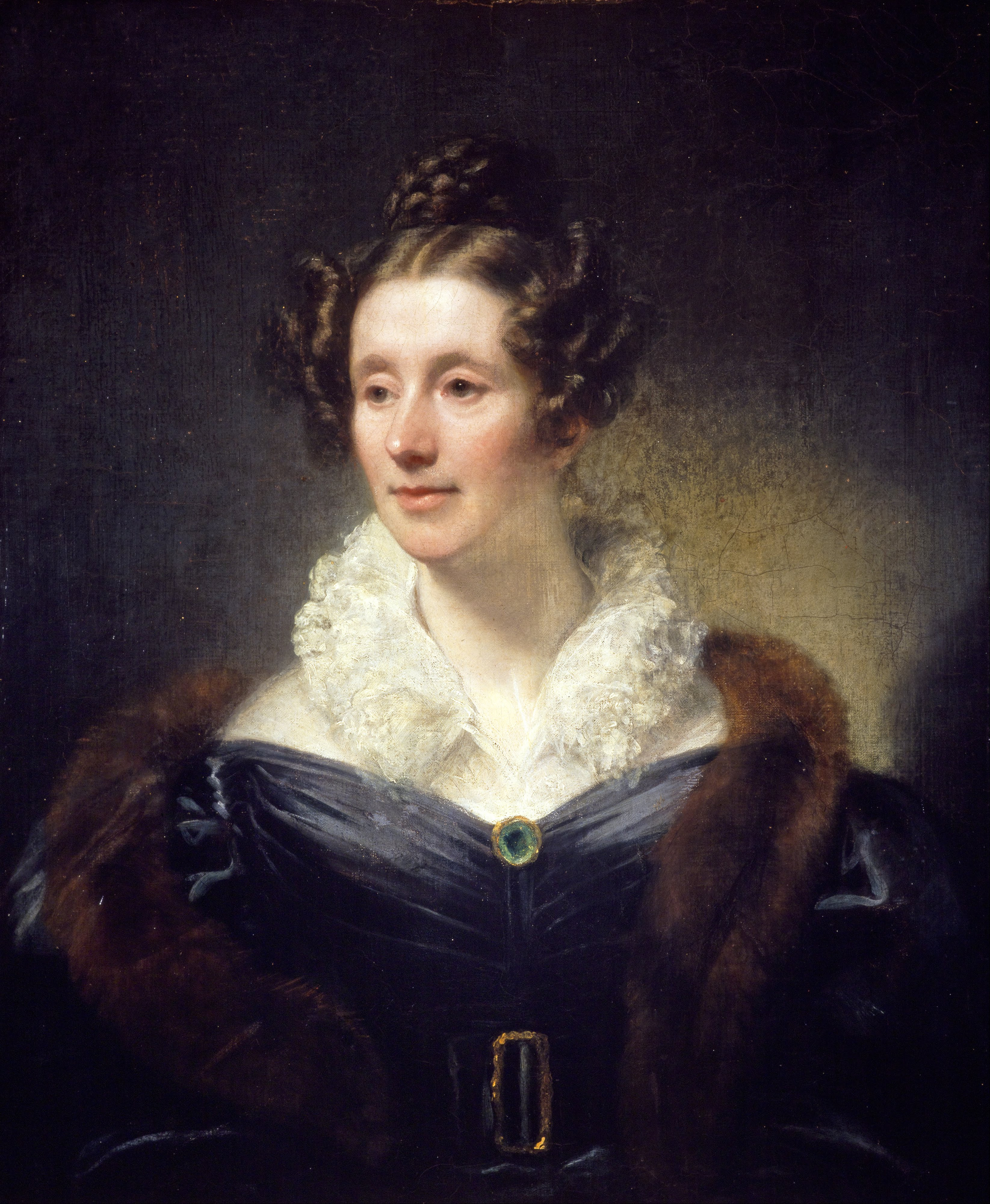
Mary Somerville, una gran influencia en la ciencia de Humboldtian de Inglaterra.

El Romanticismo también ha tenido un gran impacto en la investigación científica. Las actitudes románticas sobre la ciencia variaron, desde la desconfianza de la empresa científica para respaldar una ciencia no-mecánica que rechazó lo matematizado y lo abstracto teorizado, asociado con Newton. Las principales tendencias de la ciencia continental asociados con el Romanticismo incluyen Naturphilosophie (filosofía de la naturaleza), desarrollado por Friedrich Schelling (1775-1854), que se centró en la necesidad de reunir al hombre con la naturaleza, y la ciencia humboldtiana, basada en la obra de Alexander von Humboldt (1769-1859). Según lo definido por Susan Cannon, esta forma de investigación coloca un énfasis en la observación, instrumentos científicos precisos y nuevas herramientas conceptuales; caso omiso de los límites entre las diferentes disciplinas; e hizo hincapié en trabajar en la naturaleza en lugar del laboratorio artificial. Privilegiando la observación sobre el cálculo, los científicos románticos se sintieron atraídos por las áreas donde la investigación, en particular las ciencias de la vida, la geología, la óptica y la astronomía, y no en el cálculo y la teoría que era más importante.
James Allard identifica los orígenes de la "medicina romántica" en Escocia en el trabajo de las figuras de ilustración, particularmente con los hermanos William y John Hunter, quienes fueron, respectivamente, el lifer anatomista y cirujano en el mayor centro médico de enseñanza e investigación de Edinburgh. Algunas figuras clave que fueron influenciadas por el trabajo de los Hunter y del Romanticismo son el doctor John Brown, Thomas Beddoes, y John Barclay. Brown argumentó en "Medicina Elemental" que la vida es una esencial energía vital y que las enfermedades no son otra cosa más que lo excesivo o faltante de retribución de comportamiento normal de los órganos, lo que se volvió conocido como Brunonianismo. Este trabajo fue altamente influenciado, particularmente en Alemania, en el descubrimiento de la Naturphilosophie. Este trabajo fue editado y traducido por Beddoes, otro graduado de Edinburgh, cuyo trabajo, "Hygeia, o ensayos morales o médicos" (1807) expandieron esas ideas. Siguiendo esta línea, Barclay en la edición de 1810 de la Enciclopedia Británica identificó a la fisiología como la rama de la medicina más cercana a la metafísica. También fueron importantes los hermanos John Bell. (1763-1820) y Charles Bell (1774-1842), que hicieron avances importantes en el estudio del sistema vascular y el sistema nervioso, respectivamente.

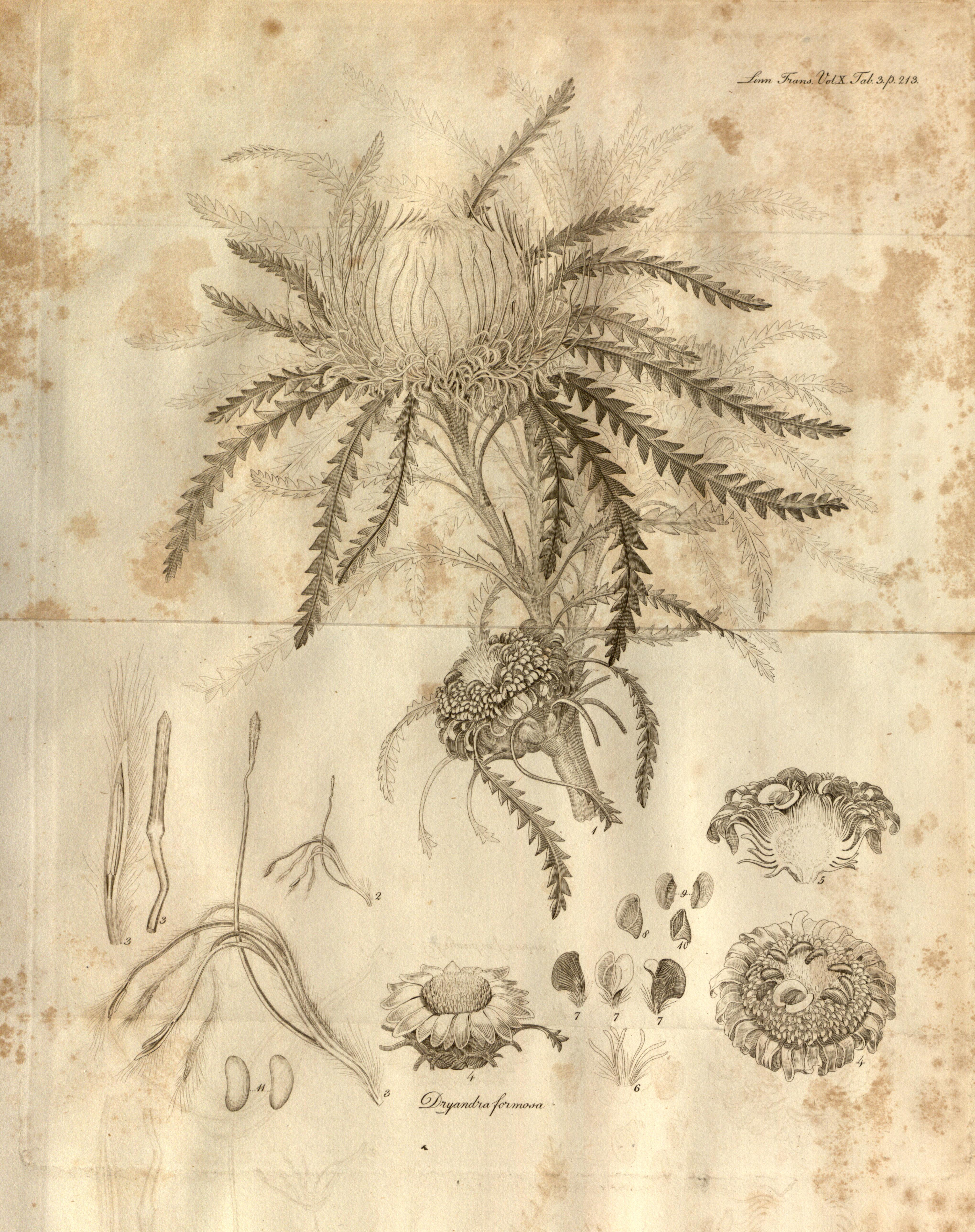
Un dibujo del trabajo de Robert Brown del orden natural de las plantas (1810).

La Universidad de Edimburgo fue también un importante proveedor de los cirujanos de la marina real, y Robert Jameson (1774-1854), profesor de Historia Natural en Edimburgo, aseguró de que un gran número de ellos eran cirujanos-naturalistas, que eran vital para Humboldt y la empresa imperial en la investigación de la naturaleza alrededor del mundo. Entre ellos estaba incluido Robert Brown, una de las figuras más importantes en la exploración temprana de Australia. Su uso posterior del microscopio paralelo que observó entre los estudiantes alemanes de la Naturphilosophie, y se le atribuye el descubrimiento del núcleo celular y la primera observación del movimiento browniano. El trabajo de Charles Lyell: "Principios de Geología"(1830) es a menudo visto como el fundamento de la geología moderna. Fue en deuda con la ciencia de Humboldt en su insistencia en las mediciones de la naturaleza,, y según Noé Heringman, conserva una gran parte de la "retórica de lo sublime", lo cual es característico de las actitudes románticas a paisaje.
El pensamiento romántico fue también evidente en los escritos de Hugh Miller, cantero y el geólogo, que siguió en la tradición de la filosofía de la naturaleza, con el argumento de que la naturaleza era una progresión pre-ordenado hacia la raza humana. Editor, historiador, anticuario y científico Robert Chambers (1802-1871) se convirtió en un amigo de Scott, escribiendo una biografía de él después de la muerte del autor. Chambers también se convirtió en un geólogo, investigando en Escandinavia y Canadá. Su obra más influyente fue la publicada de forma anónima "Vestigios de la Historia Natural de la Creación" (1844), que fue el argumento escrito más completo a favor de la evolución antes de que la obra de Charles Darwin (1809 -82). Su trabajo fue fuertemente influenciado por anatomía trascendental, que, a partir de Goethe y Lorenz Oken (1779-1851), y que había sido pionera en Escocia por figuras incluyendo Robert Knox (1791-1862).
David Brewster (1781-1868), físico, matemático y astrónomo, emprendió trabajos clave en la óptica, en la que presentó un compromiso entre los estudios de influencia Naturphilosophie de Goethe y el sistema de Newton, que Goethe atacó. Su trabajo sería importante más adelante para los biológicos, geológicos, y descubrimientos astrológicos. Las mediciones diligentes en Sudáfrica permitió a  Thomas Henderson (1798-1844) hacer las observaciones que le permiten ser el primero en calcular la distancia a Alfa Centauri, antes de regresar a Edimburgo para convertirse el primer Astrónomo Real de Escocia de 1834. Influenciado por Humboldt, y muy elogiado por él, fue Mary Somerville (1780-1872), matemática, geógrafa, física, astrónoma y una de las pocas mujeres para lograr el reconocimiento de la ciencia en el período. Una importante contribución a la "cruzada magnética" declarada por Humboldt fue realizado por el astrónomo escocés John Lamont. (1805-1879), director del observatorio en Múnich, cuando se encontró con un período decenal (ciclo de diez años) en el campo magnético de la Tierra.

## Política

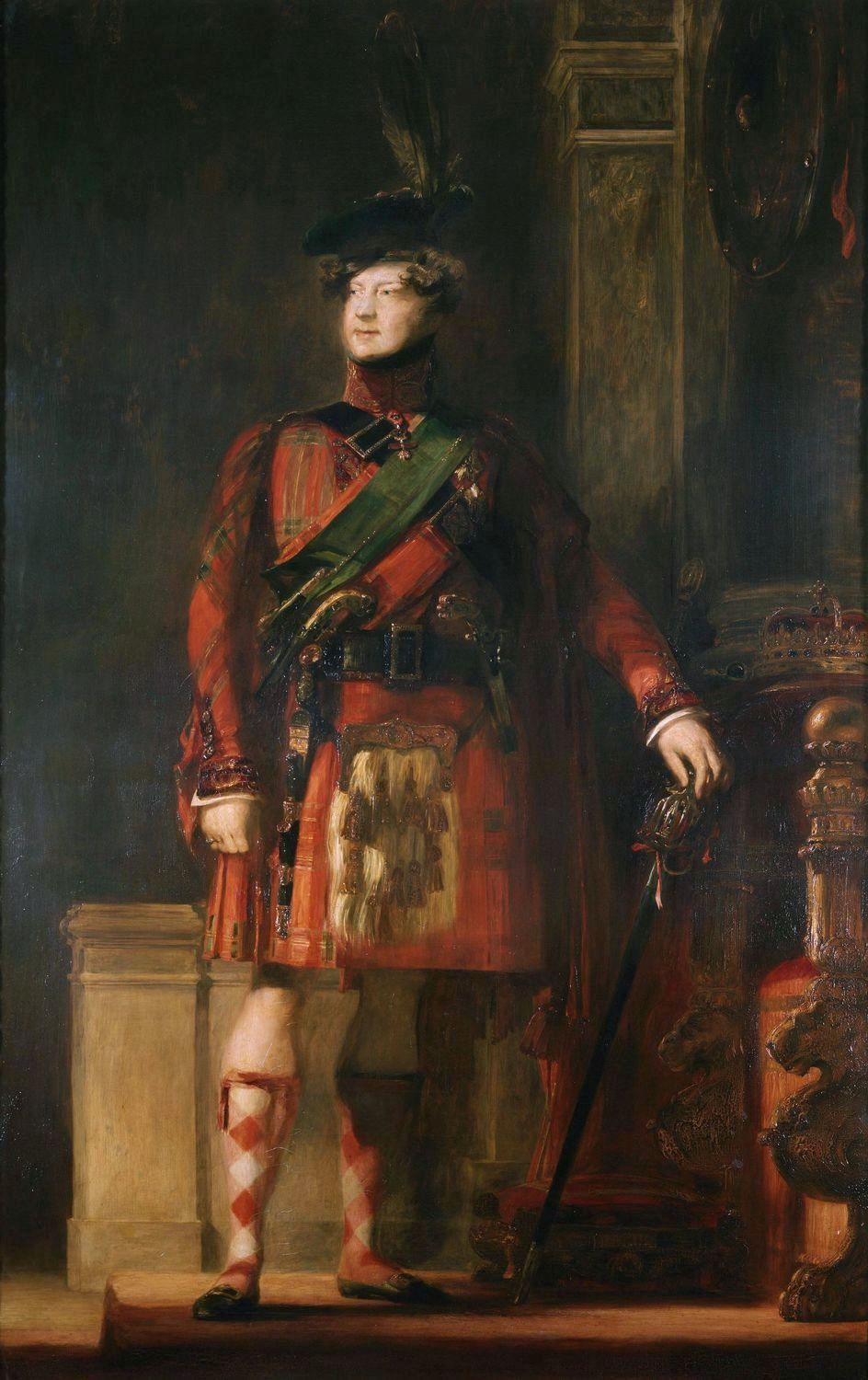
Un retrato de David Wilkie retratando al Rey Jorge IV.

A raíz de los levantamientos jacobitas, un movimiento para restaurar al Rey James II de Inglaterra al trono, el gobierno británico promulgó una serie de leyes en un intento de acelerar el proceso de la destrucción del sistema de clanes. Las medidas incluyen la prohibición de la portación de armas, el uso de tartán y las limitaciones en las actividades de la Iglesia Episcopal. La mayor parte de la legislación fue derogada a finales del siglo XVIII cuando la amenaza jacobita se calmó.
Poco después, se produjo un proceso de rehabilitación de la cultura de las tierras altas. Tartán ya había sido adoptado por los regimientos de las tierras altas en el ejército británico, que los montañeses pobres se unieron en gran número hasta el final de las guerras napoleónicas en 1815, pero en el siglo XIX, en gran medida había sido abandonado por la gente común de la región. En la década de 1820, el tartán y el kilt fueron adoptados por los miembros de la élite social, no sólo en Escocia, sino en toda Europa.

## Filosofía

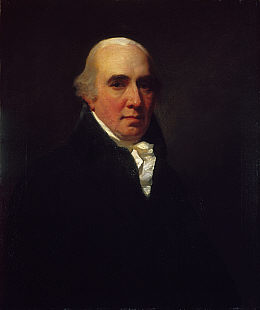
Dugald Stewart, una gran figura en el realismo del sentido común de Escocia.

La escuela dominante de filosofía en Escocia a finales del siglo XVIII y la primera mitad del siglo XIX es conocida como el Realismo del Sentido Común. Sostuvo que hay ciertos conceptos, como nuestra existencia, la existencia de objetos sólidos y algunos morales del "primer principio" básicos, que son intrínsecos a nuestra constitución y de la que todos los argumentos y los sistemas de moralidad subsiguientes deben ser derivados. Puede ser visto como un intento de conciliar los nuevos desarrollos científicos de la Ilustración con la creencia religiosa.
Los orígenes de estos argumentos poseían una reacción de escepticismo que se convirtió en dominante en la Ilustración, en particular el articulado por el filósofo escocés David Hume (1711-1776). Esta rama de pensar fue formulada por primera vez por Thomas Reid (1710-1796) en su investigación sobre la mente humana sobre los principios del sentido común (1764). Fue popularizado en Escocia por figuras que incluían a Dugald Stewart (1753-1828) y en Inglaterra por James Beattie. Estudiantes de Stewart incluyen Walter Scott, Walter Chambers y Thomas Brown, y esta rama de pensamiento más tarde sería una gran influencia para Charles Darwin. William Hamilton trató de combinar el enfoque de Reid con la filosofía de Kant.
El realismo del sentido común no sólo dominó el pensamiento escocés, sino también generó un gran impacto en Francia, Estados Unidos, Alemania y otros países. Victor Cousin fue el defensor más importante de Francia, convirtiéndose en Ministro de Educación y la incorporación de la filosofía. En Alemania, el énfasis en la observación influenciado en las ideas de Humboldt sobre la ciencia fue un factor importante en el desarrollo del idealismo alemán. James McCosh (1811-1894) trajo el realismo del sentido común directamente desde Escocia a América del Norte en 1868 cuando fue elegido presidente de la Universidad de Princeton, que pronto se convirtió en un bastión del movimiento. Noé Porter enseñó realismo del sentido común a generaciones de estudiantes en la Universidad de Yale. Como resultado, sería una gran influencia en el desarrollo de una de las ramas más importantes del Romanticismo en Nueva Inglaterra, trascendentalismo, en particular en la redacción de Ralph Waldo Emerson (1803-1882).

## Decadencia

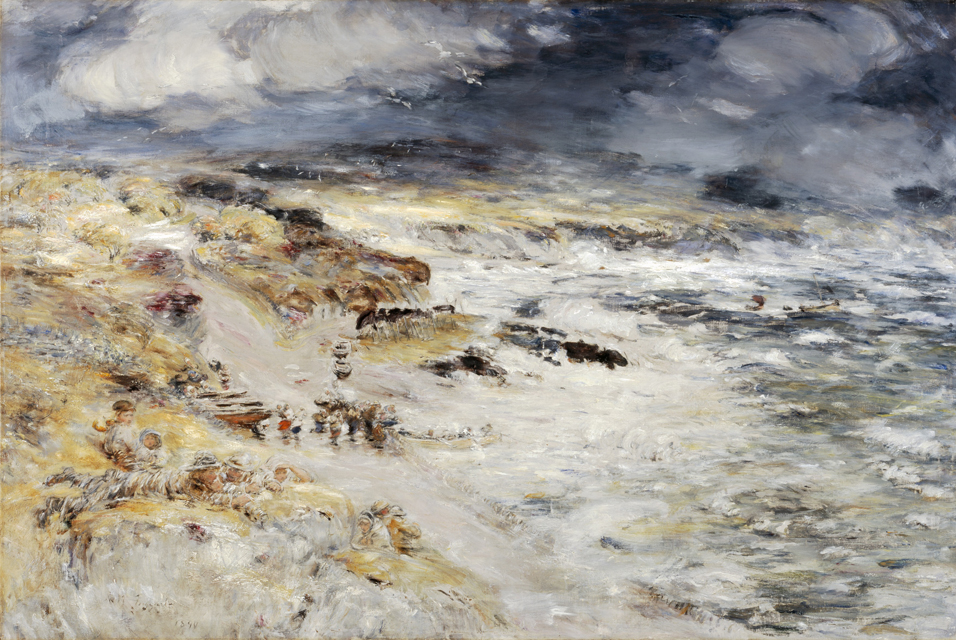
Obra de William McTaggart, titulada "The Storm", 1890, incorporando elementos de impresionismo en el entorno de la tradición escocesa.

En la literatura, el Romanticismo se pensó que había terminado en los treinta, con algunos comentaristas, como Margaret Drabble, que describió que había acabado en 1848. El Romanticismo continuó por mucho más tiempo en algunos lugares y áreas, en particular en la música, donde ha sido fechado entre 1820 y 1910. La muerte de Scott, en 1832 se ha visto como el fin de la gran generación romántica, y la literatura y la cultura escocesa en general perdieron parte de su fama internacional a partir de este punto. La reputación de Scott como escritor también entró en declive a finales del siglo XIX, recuperándose hasta el XX. El cambio económico y social, en particular las mejores comunicaciones presentadas por los ferrocarriles, disminuyeron de la capacidad de Edimburgo para funcionar como capital cultural alternativa a Londres, con su industria editorial de trasladarse a Londres. La falta de oportunidades en la política y las letras llevó muchos escoceses con talento para salir de Inglaterra y en otros lugares. El sentimental Kailyard tradición de J. M. Barrie y George MacDonald, de los que continuó con temas de Escocia a finales del siglo XIX, fue visto por Tom Nairn como sub-romántico
En el arte, la tradición de la pintura de paisaje escocés continuó hasta finales del siglo XIX, pero el Romanticismo dio paso a las influencias entre ellas el francés impresionismo, posimpresionismo y finalmente modernismo. El estilo de barón escocés siguió siendo popular hasta el final del siglo XIX, cuando otros estilos empezaron a dominar. Aunque el Romanticismo persistió en la música mucho más tiempo que en casi todas las áreas, que pasó de moda en el siglo XX y las corrientes anti-románticas en Gran Bretaña prácticamente enterrando música victoriana y eduardiana no escrita por Edward Elgar o Arthur Sullivan. La idea de la imaginación histórica fue sustituido por el empirismo basado en fuentes defendidas por Ranke. Marinel Ash ha señalado que tras la muerte de Scott, la historia nacional de Escocia perdió su impulso, y los literatos escoceses dejaron de escribir historias escocesas. Colin Kidd ha observado un cambio de actitudes hacia la escritura histórica y sugiere que esto fue una de las razones para la falta del desarrollo del nacionalismo político. En la ciencia, la rápida expansión del conocimiento aumentó una tendencia hacia la especialización y la profesionalidad y una disminución del "hombre de letras" gran pensador y aficionados que habían dominado la ciencia romántica. El realismo de sentido Común comenzó a declinar en Gran Bretaña en la cara del inglés empirismo esbozado por John Stuart Mill en su examen de Filosofía de Sir William Hamilton (1865).

## Influencia

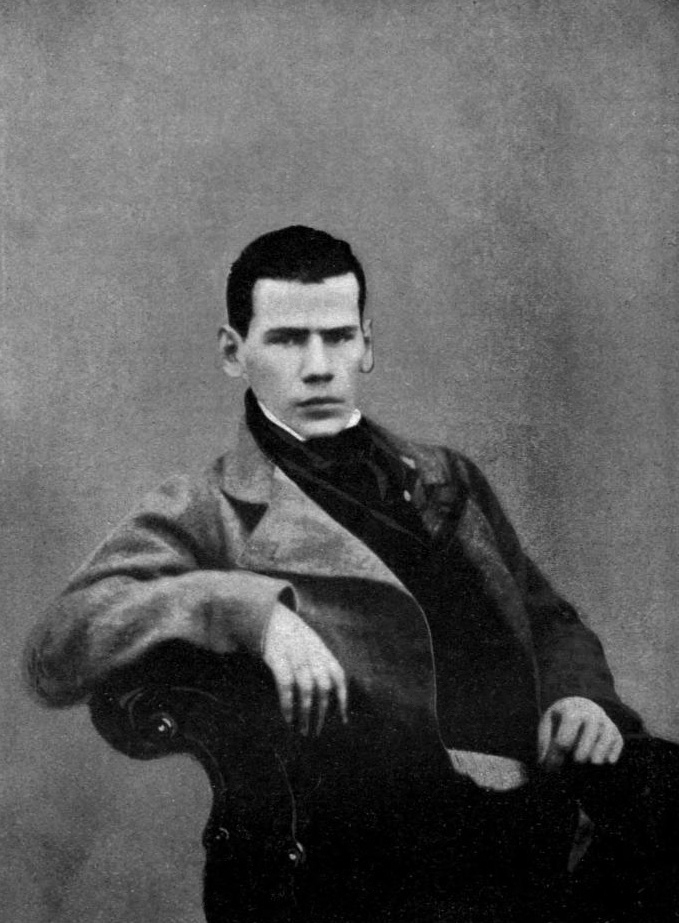
El joven Leo Tolstoy, uno de los muchos escritores influenciados por el Romanticismo escocés.

Escocia puede aclamar haber comenzado el movimiento romántico con escritores como Macpherson y Burns. Scott produjo una figura de fama internacional e influencia, cuya invención de la novela histórica virtual sería recogida por escritores de todo el mundo, incluyendo Alejandro Dumas y Honoré de Balzac en Francia, Leo Tolstoy de Rusia y Alessandro Manzoni en Italia. La tradición de la pintura de paisaje escocés tuvo un gran impacto en el arte en Gran Bretaña y en otros lugares a través de figuras como J. MW Turner, quien participó en la emergente escocés "grand tour".
El estilo señorial escocés influenció para la construcción de edificios en Inglaterra y fue tomado por los escoceses a América del Norte, Australia, y Nueva Zelanda. En la música, los primeros esfuerzos de hombres como Burns, Scott y Thompson ayudaron a insertar música escocesa en la música clásica europea, sobre todo la alemana, y contribuciones posteriores de compositores como MacCuun eran parte de una contribución de Escocia a la recuperación británica de interés en la música clásica a finales del siglo XIX.
La idea de la historia como una fuerza y el concepto romántico de la revolución eran muy influyentes en trascendentalistas como Emerson, y a través de ellos en la literatura estadounidense en general. La ciencia romántica mantiene el protagonismo y la reputación de que Escocia había comenzado a obtener en la Ilustración y ayudado en el desarrollo de muchos campos emergentes de la investigación, incluyendo la geología y la biología. De acuerdo con Robert D. Purington, "para algunos el siglo XIX parece ser el siglo de la ciencia escocesa". Políticamente la función inicial del Romanticismo como perseguidos por Scott y otros ayudaron a difundir un poco la tensión creada por el lugar de Escocia en la Unión, pero también ayudaron a asegurar la supervivencia de una identidad nacional escocesa común y distinta que jugaría un papel importante en la vida escocesa para emerger como un factor significativo en la política escocesa desde la segunda mitad del siglo XX. Externamente, las imágenes modernas de Escocia en todo el mundo, su paisaje, la cultura, las ciencias y artes, todavía se definen en gran medida por los creados por el Romanticismo.